# Znamení (Antonín Gavlas)
Znamení je skulptura v Mariánských Horách v Ostravě v Moravskoslezském kraji v geomorfologickém celku Ostravská pánev. Autorem díla je Antonín Gavlas (*1953).

## Popis a historie díla
Znamení je vytvořeno z jesenického mramoru a bylo odhaleno v exteriéru v malého parku na ulici 28. října v roce 2012. Dílo vzniklo na Mezinárodním výtvarném sympoziu Beskydské výtvarné léto Čeladná 2012 a poté bylo umístěno v Mariánských Horách. Abstraktní skulptura je umístěná na soklu ve tvaru kvádru a obrazuje spirálu. Místo je celoročně volně přístupné.

## Galerie

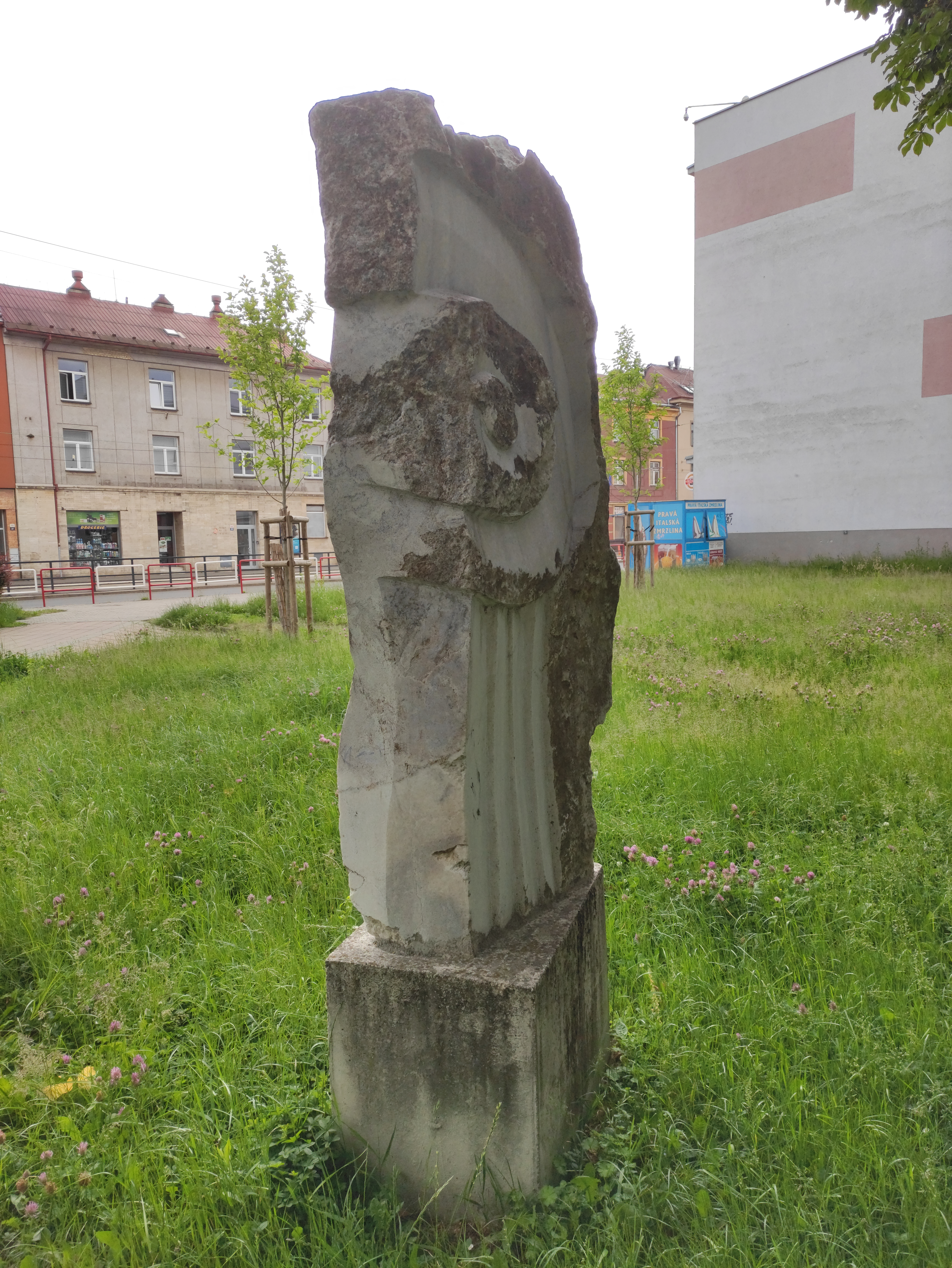
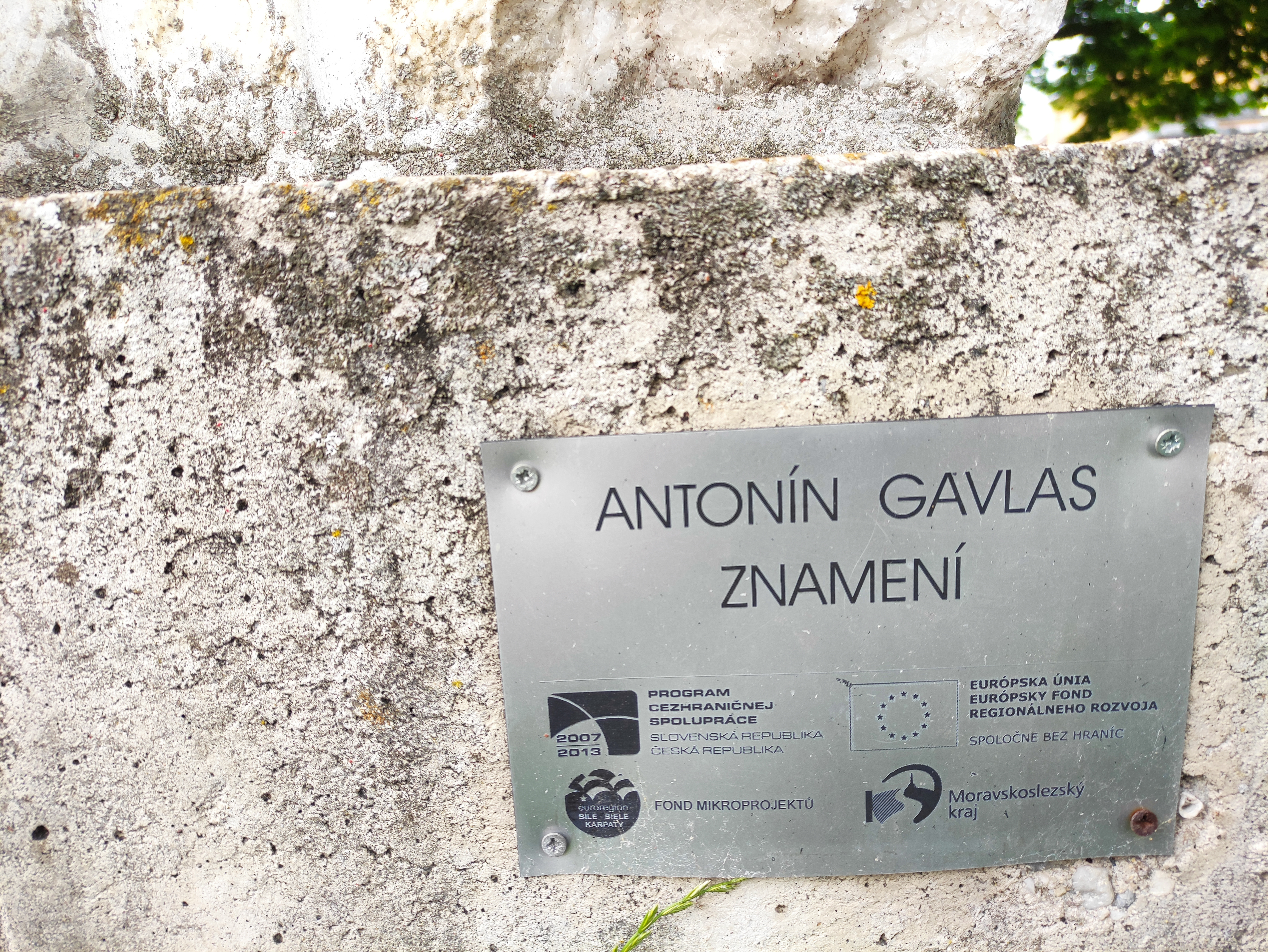